# Егай, Валерия Юрьевна
Вале́рия Ю́рьевна Ега́й (азерб. Valeriya Yuryevna Yeqay, 13 декабря 1986, Баку, Азербайджанская ССР, СССР) — азербайджанская художественная гимнастка. Участница летних Олимпийских игр 2008 года.

## Биография
Валерия Егай родилась 13 декабря 1986 года в Баку.
Выступала в соревнованиях по художественной гимнастике за «Нефтчи» из Баку.
В 2008 году вошла в состав сборной Азербайджана на летних Олимпийских играх в Пекине. В квалификации группового многоборья сборная Азербайджана, за которую также выступали Анна Битиева, Дина Горина, Вафа Гусейнова, Анастасия Прасолова и Алина Трепина, заняла 8-е место. В финале азербайджанки расположились на 7-й позиции, набрав 31,575 балла и уступив 3,975 балла выигравшей золото сборной России.
Трижды участвовала в чемпионатах мира. В групповом многоборье в составе сборной Азербайджана в 2005 году заняла 11-е место, в 2007 году — 10-е, в 2009 году — 4-е.
В феврале 2010 года стала судьёй международной категории по художественной гимнастике.